# Gimnasio de San Juan
El Gimnasio de San Juan es una arena localizada en la ciudad de San Juan, en el país asiático de Filipinas. El San Juan Gym ha sido anfitrión de una serie de juegos de baloncesto de la liga de baloncesto de Filipinas y de la ahora extinta Asociación Metropolitana de Baloncesto. Sirvió como la cancha de los Caballeros de San Juan (San Juan Knights) de la MBA. El equipo AirAsia Philippine Patriots utilizó el escenario para algunos de sus partidos durante la temporada 2012 de la Liga de Baloncesto de la ASEAN.